# Marin Constantin

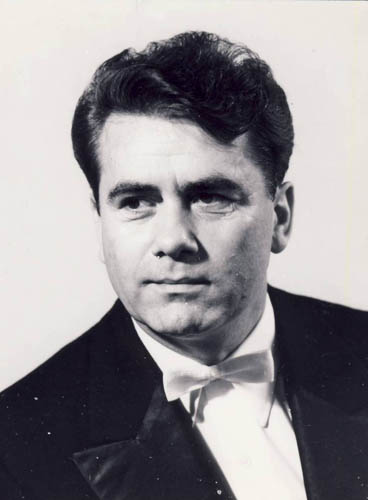
Marin Constantin

Marin Constantin (Bănești (Prahova), 27 februari 1925 - 1 januari 2011) was een Roemeens musicus, componist en dirigent.
Constantin studeerde van 1944 tot 1949 onder meer muziekpedagogie aan de Universiteit van Boekarest. Sinds 1951 dirigeerde hij drieëntwintig jaar lang het Roemeens jeugdorkest. In de jaren zestig werkte hij achtereenvolgens als assistent, docent en professor aan de Nationale Universiteit van Muziek in Boekarest. Van 1966 tot 1970 was hij werkzaam als regisseur van de Nationale Opera van Roemenië. Hij richtte in 1963 Madrigal op, het nationale kamerkoor van Roemenië. Sindsdien fungeerde hij als dirigent en regisseur van dit koor. Constantin gaf van 1976 tot 1994 lezingen en cursussen in Europa, de Verenigde Staten en Latijns-Amerika. In 1992 werd hij benoemd tot UNESCO Goodwill Ambassadeur.